# آنگ سان
انگ سان (انگلیسی: Aung San (زادهٔ ۱۳ فوریهٔ ۱۹۱۵ - درگذشتهٔ ۱۹ ژوئیهٔ ۱۹۴۷) یک سیاست‌مدار اهل میانمار بود. او بنیانگذار ارتش نوین میانمار و از مذاکره کنندگان استقلال میانمار از انگلستان در سال ۱۹۴۷ بود. او در همان سال به دست رقیب خود کشته شد. او پدر آنگ سان سو چی فعال سیاسی و برنده جایزه صلح نوبل در سال ۱۹۹۱ بود.

## زمینه
برخی از ملی گرایان برمه ای که کشورشان تحت استعمار بریتانیا بود، جنگ جهانی دوم را یک فرصت می‌دانستند. آنها فکر می‌کردند که با همکاری در جنگ می‌توانند امتیازاتی را از، بریتانیا بگیرند. از سوی دیگر، برخی دیگر مانند ملی‌گرایان حزب تاکینز معتقد بودند که تحت هیچ شرایطی نباید جنگ را آغاز کرد. در اوت ۱۹۳۹، آنگ سان و دیگر اعضای تاکینز حزب کمونیست برمه را تشکیل دادند. علاوه بر این، آنگ سان حزب انقلابی خلق (که پس از جنگ به حزب سوسیالیست برمه تغییر نام داد) را تأسیس کرد و با حزب تاکینز، اتحادیه دانشجویی تمام برمه، فعالان راهبان و حزب بینوایان با با ماو اتحاد تشکیل داد و حزب بلوک آزادی تأسیس شد.
پس از فراخوان حزب تاکینز برای قیام، حکم دستگیری بسیاری از رهبران از جمله آنگ سان صادر شد. آنگ سان به چین گریخت و به دنبال ارتباط با حزب کمونیست چین بود، اما در این مدت توسط ارتش ژاپن پیدا شد و پیشنهاد حمایت از ژاپن دریافت کرد. این منجر به سازماندهی «می‌نامی کیکان» همراه با سرهنگ ارتش ژاپن کیجی سوزوکی به عنوان مهندس ارشد شد. محاصره جاده‌های برمه و قیام‌های مردمی در برمه اهداف اصلی «می‌نامی کیکان» بود.
آنگ سان به‌طور موقت به برمه بازگشت و ۲۹ مرد جوان را برای آموزش در جزیره هاینان تحت اشغال ژاپن استخدام کرد. آنها در تاریخ استقلال برمه به سی رفیق معروف شدند. هنگامی که ارتش ژاپن بانکوک را در سال ۱۹۴۱ اشغال کرد، آنگ سان انتظار داشت ارتش ژاپن به برمه حمله کند و در سال ۱۹۴۲ تشکیل ارتش داوطلب استقلال برمه را اعلام کرد.